# МГЭС Овчар-Баня
МГЭС (малая гидроэлектростанция) Овчар-Баня (серб. Мала хидроелектрана Овчар Бања) — малая гидроэлектростанция в Сербии, стоящая на реке Западная Морава около города Овчар-Баня и Овчарско-Кабларского водохранилища, в Овчарско-Кабларском ущелье. Наряду с МГЭС Меджувршье входит в состав группы Дринско-Лимских гидроэлектростанций.

## Характеристики
Плотина МГЭС Овчар-Баня — гравитационная, максимальная высота падения воды составляет 20 м. До машинного зала вода доходит по каналу 400 м длиной и 5 м в поперечнике, который разделяется еще на два канала 3 и 2 м в поперечнике соответственно. Установлены две гурбины гидравлические поворотно-лопастные. Машинный зал и административное здание расположены на вершине горы Каблар. Мощность МГЭС составляет 8,8 МВт. Работают два генератора полной мощностью 3,2 и 5,6 МВА.

## История

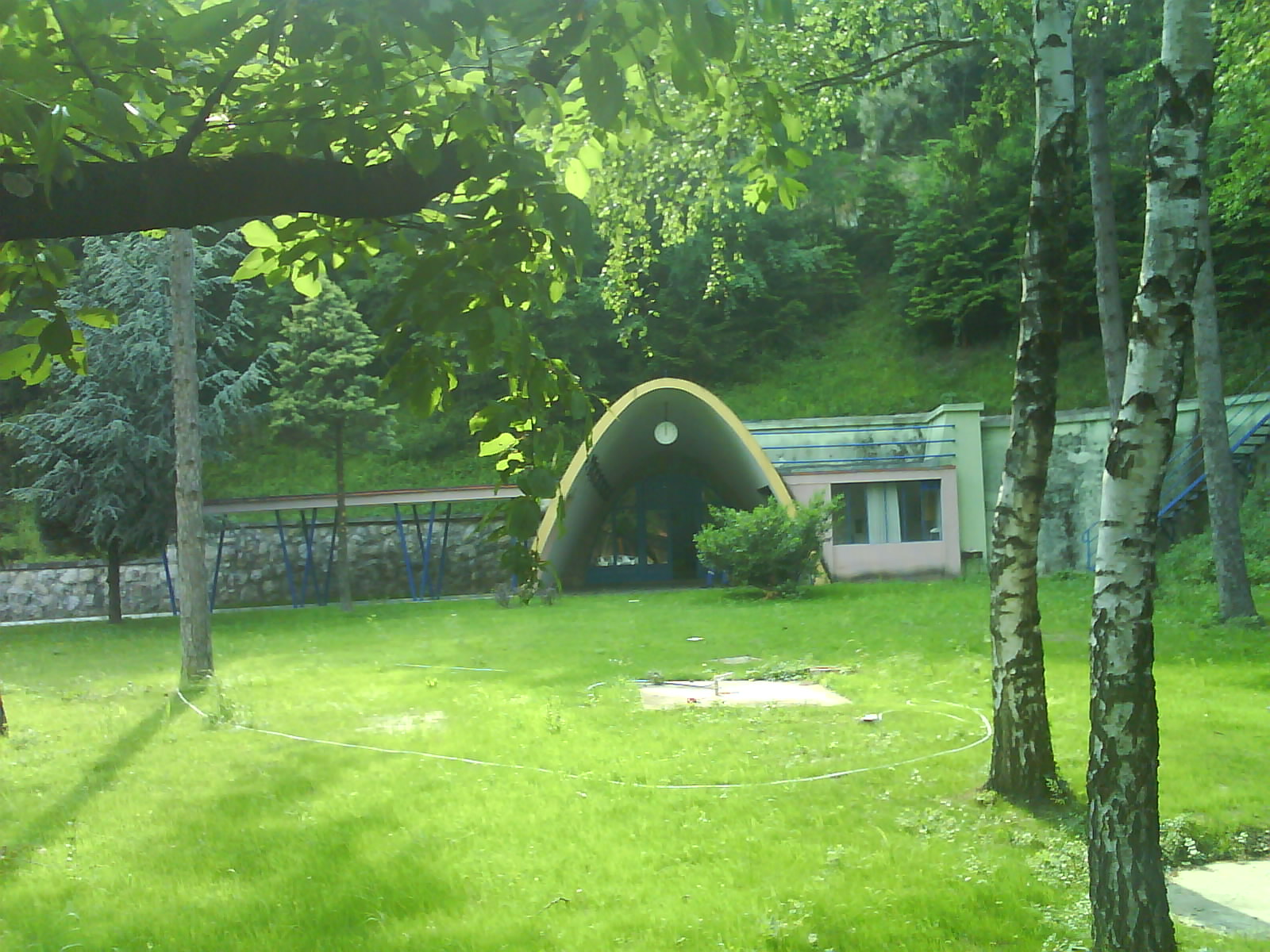
Вход в машинный зал

Работа над строительством малых гидроэлектростанций Овчар-Бане и Меджувршье началась в 1946 году: строительство первой началось 1 июля 1946 года. 1 января 1954 года МГЭС Овчар-Баня была введена в эксплуатацию, а три года спустя начала работу МГЭС Меджувршье. Годовая выработка электроэнергии составляла 60 млн кВт⋅ч, номинальная мощность МГЭС Овчар-Баня составляла 6 МВт. 13 мая 1965 года обе станции остановили работу почти на год в результате последствий наводнения, которое привело к выходу из берегов Западной Моравы и затоплению обеих станций.
26 июля 2006 года Правительство Сербии приняло решение о предстоящей реконструкции электростанций Овчар-Баня и Меджувршье с использованием новых технологий и материалов. В мае 2008 года на МГЭС Овчар-Баня начались работы по замене оборудования. В ходе последовавших работ на МГЭС Овчар-Баня и Меджувршье было заменено около 95% всего оборудования. Были установлены трансформаторы производства АБС Минел, генераторы АТБ Север (Суботица) и турбины французской фирмы Андино, а систему управления и защиты разработал институт Михаила Пупина. В августе 2009 года завершились все ремонтные работы. Всего в модернизацию МГЭС Меджувршье и Овчар-Баня было вложено около 13 млн евро. Суммарная мощность станций выросла с 13 до 17 МВт, текущий расход воды составляет 50 м³/с.